# Памятник Райнису
Памятник Райнису (латыш. Raiņa piemineklis) — скульптурный монумент из красного гранита, установленный в честь 100-летнего юбилея со дня рождения латышского поэта, драматурга, переводчика, политика и общественного деятеля Яниса Плиекшанса (Райниса).
Выполнен по эскизам и макету 1957 года скульптора Карлиса Земдеги его учениками Айваром Гулбисом и Лаймонисом Блумбергом, архитектурное решение проекта принадлежит Дзинтару Дрибе. Торжественное открытие памятника состоялось 11 сентября 1965 года.
В 2007 году были проведены реставрационные работы.
Расположенный на Эспланаде, пятиметровый памятник является доминантой, организующей визуальный центр паркового пространства. У памятника проходят ежегодные Дни поэзии. Во время проведения Праздников песни и танца близлежащая площадь становится импровизированной сценой для выступления хоров и танцевальных коллективов, выступающих в присутствии многочисленных зрителей.